# Superwoman (Where Were You When I Needed You)
Superwoman (Where Were You When I Needed You) è una canzone scritta nel 1971 da Stevie Wonder, e registrata da Wonder per l'album Music of My Mind, da cui fu estratta come primo singolo. Il brano fu prodotto dallo stesso Wonder.

## Tracce
7" Single
1. Superwoman (Where Were You When I Needed You)
2. I Love Every Little Thing About You

## Classifiche
| Classifica (1971)      | Posizione più alta |
| ---------------------- | ------------------ |
| U.S. Billboard Hot 100 | 33                 |
| U.S. R&B Chart         | 13                 |